# Кампобело (Јужна Каролина)
Кампобело (енгл. Campobello) град је у америчкој савезној држави Јужна Каролина.

## Демографија
По попису из 2010. године број становника је 502, што је 53 (11,8%) становника више него 2000. године.
| Група             | 2000.       | 2010.       |
| Белци             | 382 (85,1%) | 435 (86,7%) |
| Афроамериканци    | 39 (8,7%)   | 47 (9,4%)   |
| Азијати           | 18 (4,0%)   | 11 (2,2%)   |
| Хиспаноамериканци | 4 (0,9%)    | 8 (1,6%)    |
| Укупно            | 449         | 502         |